# Mischa Auer
Mischa Auer (født 17. november 1905, død 5. marts 1967) var en russiskfødt amerikansk teater- og filmskuespiller. Auer flyttede til Hollywood i slutningen af 1920'erne. Han filmdebuterede i 1928. Auer havde en lang karriere i mange af erans mest kendte film modtog han en nominering til en Oscar for bedste mandlige birolle i 1936. Han gik senere over til tv og optrådte igen i film i Frankrig og Italien godt ind i 1960'erne.